# Casey Donovan
Casey Donovan (connu également sous son vrai nom John Calvin « Cal » Culver), né le 2 novembre 1943 et mort le 10 août 1987, est un acteur américain des années 1970 et 1980, qui jouait dans des films pornographiques gay. Il est à plusieurs points de vue une figure emblématique de l'hédonisme de ces années.

## Biographie
Casey Donovan est né John Calvin Culver le 2 novembre 1943 à East Bloomfield (État de New York). Il travaille un certain temps comme enseignant dans une école privée de New York, l'Ethical Culture Fieldston School de Central Park West, puis commence à jouer au théâtre dans les festivals d'été sous le nom de Cal Culver. Il a aussi gagné sa vie comme escort masculin. À la fin des années 1960 et au début des années 1970, il apparaît dans des pièces comme Captain Brassbound's Conversion avec Ingrid Bergman, Le Marchand de Venise avec Rosemary Harris et une pièce off-Broadway au thème gay, Circle in the Water. "Cal" a aussi travaillé comme mannequin, son image apparaissant dans des publicités et des magazines.
En 1971, "Cal" a joué l'un des rôles principaux dans un thriller à petit budget de « sexploitation », Ginger. Ce rôle l'amena à tourner dans Casey, un film pornographique gay dans lequel il joue le rôle-titre, un homosexuel auquel sa marraine-fée Wanda rend visite ("Cal" joue ce double rôle en travesti), pour lui accorder une série de vœux qui le rendent irrésistiblement attirants pour les autres hommes. "Cal" prit le prénom du personnage, Casey, et le nom d'un chanteur populaire, Donovan, pour forger son pseudonyme d'acteur pour des performances érotiques.
Il apparaît ainsi sous le nom de Casey Donovan la première fois dans Boys in the Sand, réalisé par Wakefield Poole en 1972. Le film connut un succès immédiat, des célébrités connues du grand public allant même le voir au cinéma. Ce film est considéré comme l'un des grands classiques du cinéma érotique homosexuel, bien que des instructions plus strictes concernant l'obscénité dans certains États aient contraint à renommer le film Men in the Sand. Malgré le succès du film, Cal/Casey s'est vite rendu compte que la seule carrière qui s'offrait à lui consistait à tourner des films encore plus érotiques. Ces derniers furent le film bisexuel Score (1972), The Back Row, avec George Payne, LA Tool & Die, avec Bob Blount et Richard Locke, The Other Side of Aspen, avec Al Parker et Dick Fisk, Boys in the Sand II, et Inevitable Love, avec Jon King et Jamie Wingo. Il a aussi joué dans plusieurs films pornographiques hétérosexuels, en particulier The Opening of Misty Beethoven (1975).
En dehors de sa carrière dans le cinéma pour adultes, Casey Donovan participa avec succès à la tournée off-Broadway de la pièce Tubstrip, écrite et mise en scène par Jerry Douglas, et il s'engagea dans une relation étroite avec l'ancien auteur et star du cinéma et de la télévision Tom Tryon. Casey tenta également, mais sans succès, de diriger un hôtel bed and breakfast, Casa Donovan, à Key West.
Vers 1985, la santé de Casey Donovan commença à se dégrader, car il avait contracté le VIH. Il travailla avec plusieurs associations contre le SIDA et conseilla à ses fans de pratiquer le sexe sans risque et de passer les tests de dépistage du sida. Il joua dans un film de safe-sex pour le Gay Men's Health Crisis, bien qu'il ait vécu en niant qu'il avait le syndrome, alors même que son état de santé empirait. Cal Culver, alias Casey Donovan, mourut d'une infection pulmonaire liée au sida à Inverness, en Floride, le 10 août 1987.
Une biographie de Cal Culver, Boy in the Sand: Casey Donovan, All-American Sex Star, écrite par Roger Edmonson, est parue en 1998.

## Filmographie

### Films
- 1971 : Casey (Hand in Hand Films/Bijou Video) avec Angelo Waine, Sparrow Guano et Nat Grey
- 1971 : Boys in the Sand de Wakefield Poole
- 1972 : Bijou de Wakefield Poole
- 1974 : Moving!, de Wakefield Poole, avec Burt Edwards, Tom Wright, Val Martin, Peter Fisk et Kurt Gerard
- 1982 : Los Angeles Tool and Die avec Richard Locke, Joe Gage, Paul Baressi, Bob Blount, Johnny Falconberg, Michael Kearns et Will Seagers. Réalisation : Joe Gage
- 1982 : Heatstroke avec Richard Locke, Roy Garrett, Clay Russell, Clinton Coe, Bud Wallace, John Steele, Richard West. Réalisation : Joe Gage
- 1983 : The Other Side of Aspen I (Falcon Studios Videopac #1), avec Chad Benson, Dick Fisk, Al Parker et Jeff Turk
- 1984 : Non-Stop de Steve Scott, avec Daniel Holt, Steve Anthony, Steve Collins, Jorge Rodriquez et Eric Ryan
- 1986 : Inevitable Love (Atkol Video) avec Ken Diamond, John King, Jamie Wingo, Pat Allen, William L. Kane
- The Wakefield Poole Collection compilation de Boys in the Sand (1971), Bijou (1972), et Boys in the Sand 2 (1986), avec Cable, Tom Bradford, Peter Fisk, Bill Harrison, Daniel DiCiccicio, Tommy Moore, Pat Allen, Dave Connors, Tony Williams, Paul Irish, Victor Houston, Robert Lewis, Rocco Passalini, Michael Green, Bruce Williams, et Roger

### Documentaires
- Men & Films interview documentaire de Rod Phillips et Daniel Holt